# 奥列格·维克托罗维奇·莫罗佐夫
奥列格·维克托罗维奇·莫罗佐夫（羅馬化：Oleg Viktorovich Morozov；1953年11月5日—）是俄罗斯和前苏联政治家。他拥有俄罗斯联邦一级高级国家官员的头衔。1993年至2012年，他担任国家杜马代表，2020年起再次出任国家杜马代表。2015年9月至2020年9月，他担任联邦委员会议员。2012年5月至2015年3月，他担任总统国内政策办公室主任。他是统一俄罗斯党党员。
1980年代初，在进入主流政坛之前，他本人就职于大学部门。他能够流利地使用德语。